# Luitzen Egbertus Jan Brouwer
Luitzen Egbertus Jan Brouwer (Overschie, Hollandia, 1881. február 27. – Blaricum, Hollandia, 1966. december 2.) holland matematikus és filozófus, a matematikai intuicionizmus megalapítója; a matematikában a topológia, a halmazelmélet, a mértékelmélet és a komplex analízis terén ért el jelentősebb eredményeket, ezenfelül a 20. századi matematikafilozófia meghatározó alakja.

## Élete
Az Amszterdamtól északra lévő Hoorn városának középiskoláját végezte el, ahol tanulmányait 14 éves korára kimagasló eredménnyel fejezte be. Sem görögöt, sem latint nem tanult, ám mindkettőt megkövetelték az egyetemre való felvételhez, ezért a következő két évet ezek megtanulására szánta. 1897-től hallgatott az Amszterdami Egyetemen matematikát és fizikát. Legjelentősebb tanárai Diederik Korteweg (Korteweg-de Vries-egyenlet), és, különösen a filozófia területén, Gerrit Mannoury voltak. Évfolyamtársa volt Max Euwe, aki később sakkvilágbajnok lett, és megjelentetett egy játékelméleti írást az intuicionista nézőpontról a sakkban, és aki évtizedek múlva a gyászbeszédet mondta Brouwer temetésén. Brouwer asszisztensei voltak később Arend Heyting, Hans Friedenthal, Karl Mengel és Witold Hurevicz. Legfontosabb tanítványai Maurits Belifante és Arend Heyting lettek. Intuicionizmusának legfontosabb Hollandián kívüli támogatója kezdetben és sok éven át Hermann Weyl volt. 
1904-ben házasodott össze Lize de Holl-lal (1870-1959); gyerekük nem született, de Lizének előző házasságából volt egy lánya. 1907-ben védte meg az Amszterdami Egyetemen doktori disszertációját (Over de Grondslagen der Wiskunde – A matematika alapjairól), amelyben támadta a matematika logikai megalapozását, egyszersmind elkezdte a matematika intuicionista rekonstrukcióját. 1908-ban Over de onbetrouwbaarheid der logische principes (A logikai elvek megbízhatatlanságáról) című művében érvénytelenként elvetette a matematikai bizonyításokban a harmadik kizárásának elvét. 1912-ben kinevezték rendkívüli egyetemi tanárnak 'a halmazelmélet, a függvényelmélet és az axiomatizálás' területén. 1913-ban rendes egyetemi tanár lett, Korteweg katedráját elnyerve az Amszterdami Egyetemen, aki e célból nagylelkűen felajánlotta lemondását. 1918-ban folytatta a matematika szisztematikus intuicionista rekonstrukcióját a 'Begründung der Mengenlehre unabhängig vom logischen Satz vom ausgeschlossenen Dritten. Ersten teil, Allgemeine Mengenlehre.' (A halmazelmélet megalapozása, a kizárt harmadik elvétől függetlenül. Első rész, Általános halmazelmélet.) című írásában. 1919-ben egy mértékelméletet, 1923-ban pedig egy függvényelméletet tesz közzé; mindkettőt a harmadik kizárása elvének alkalmazása nélkül fejlesztette ki. 1914 és 1928 között volt tagja a Mathematische Annalen szerkesztőbizottságának, és alapító szerkesztője volt a Compositio Mathematicának, saját nemzetközi folyóiratának, amelyik 1934-től jelent meg. Tagjai közé választotta, egyebek mellett, a Holland Királyi Akadémia (1912), a londoni Royal Society, a berlini Porosz tudományos Akadémia (1919), a göttingeni Tudományos Akadémia (1919). Díszdoktorává avatta az oslói (1929) és a cambridge-i egyetem. Vizsgálódásait egészen 1954-ig folytatta, és bár tanításait nem fogadta széles körű elismerés, az intuicionizmus iránt a második világháború után feléledt az érdeklődés, elsősorban S. C. Kleene amerikai matematikus eredményeinek köszönhetően. 1966. december 2-án, 85 éves korában, blaricumi háza előtt ütötte el egy autó.

## Jelentősége
A matematika területén a modern topológia megalapítója; kidolgozta többek között a síkeltolási tételt (amely a Descartes-féle sík topológiai leképezését karakterizálja), a fixpont-tételt (amely fontos szerepet játszik a matematika olyan ágaiban, mint a differenciálegyenletek vagy a játékelmélet), a topológiai invarianciára vonatkozó tételeket (ez az invariancia a topológiai alakzatok egyes tulajdonságainak állandósága, miközben az alakzat bizonyos műveletek hatására megváltozik). Egyesítette a Georg Cantor által kifejlesztett módszereket az analysis situs (helyanalízis; a korai topológia) módszereivel. Ő adta meg a dimenzió fogalmának első szabatos definícióját.
A filozófia területén a matematikai intuicionizmus megalapítója; ez a tan a matematikát maguktól értetődő szabályok által vezérelt szellemi konstrukciók együttesének tekinti, ami független bármilyen nyelvtől vagy az ideák platóni birodalmától. Brouwer programja és az intuicionizmus, Brouwer szavaival: „Teljesen elválasztani a matematikát a matematika nyelvétől, és így az elméleti logika által leírt nyelv jelenségeitől, felismerve, hogy az intuicionista matematika az értelemnek lényegében nyelv-nélküli tevékenysége, amely az idő mozgásának észleléséből ered. Az idő mozgásának eme érzékelését úgy írhatjuk le, mint az élet egy pillanatának szétesését két különálló dologra, amelyek közül az egyik átadja helyét a másiknak, miközben megőrződik a memóriában. Ha az így megszülető kettősség megfosztatik minden minőségétől, átmegy a minden kettősség közös mélyrétegét jelentő üres formába. És ez a közös mélyréteg, ez az üres forma az alapvető matematikai szemlélet.” Intuicionizmusa a konstruktív matematikának egy olyan alakjához vezet, amely a klasszikus matematika nagy részét elveti, egyebek közt a végtelen halmazok elméletét, a tiszta egzisztenciabizonyításokat (ha valaminek a nemléte ellentmondásra vezet, akkor az a valami létezik) vagy a kizárt harmadik elvét.

## Főbb munkái
- 1905. Leven, Kunst en Mystiek, Waltman, Delft. (English translation: 1996. "‘Life, Art, and Mysticism’" Notre Dame Journal of Formal Logic 37: 389-429, Translated by Walter P. van Stigt)
- 1908. Over de grondslagen der wiskunde. [On the foundations of mathematics]. Nieuw Arch. Wiskunde (2) 8, pp. 326–328. (English translation in BCW.)
- 1908. De onbetrouwbaarheid der logische principes. [The unreliability of the logical principles]. Tijdscrift voor wijsbegeerte 2: 152-58. (Reprinted in 1919B. See also BCW.)
- 1912. Intuitionism and formalism. [Translation of 1912A1 by A. Dresden]. Bull. Amer. Math. Soc. 20 (1913), pp. 81–96. (Reprinted in BCW.)
- 1918. Begründung der Mengenlehre unabhängig vom logischen Satz vom ausgeschlossenen Dritten. Erster Teil: Allgemeine Mengenlehre". Koninklijke Nederlandse Akademie van Wetenschappen. Verhandeling, 1e sectie 12, no. 5, (Reprinted in BCW.)
- 1919. Begründung der Mengenlehre unabhängig vom logischen Satz vom ausgeschlossenen Dritten. Zweiter Teil: Theorie der Punktmengen.Koninklijke Nederlandse Akademie van Wetenschappen. Verhandeling, 1e sectie 12. (Reprinted in BCW.)
- 1925. Zur Begründung der intuitionistischen Mathematik. I. Mathematische Annalen 93, pp. 244–257. (Reprinted in BCW.)
- 1926. Zur Begründung der intuitionistischen Mathematik. II. Mathematische Annalen 95, pp. 453–472. (Reprinted in BCW.)
- 1927. Zur Begründung der intuitionistischen Mathematik. III. Mathematische Annalen 96, pp. 451–488. (Reprinted in BCW.)

## Összegyűjtött művei
- 1975, Collected Works 1. Philosophy and Foundations of Mathematics, A. Heyting (ed.), Amsterdam: North-Holland. (BCW)
- 1976, Collected Works 2. Geometry, Analysis, Topology and Mechanics, H. Freudenthal (ed.), Amsterdam: North-Holland
- 1981. Brouwer's Cambridge lectures on intuitionism. D. van Dalen, editor. Cambridge University Press
- 1992. Intuitionismus. Bibliographisches Institut, Wissenschafttsverlag, Mannheim

Egyéb munkáit és más Brouwerről szóló irodalmat lásd itt: http://www.univ-nancy2.fr/poincare/PICS/Biblios/intuitio.htm#GPF Archiválva 2008. október 16-i dátummal a Wayback Machine-ben